# 渡駅
渡駅（わたりえき）は、熊本県球磨郡球磨村大字渡にある、九州旅客鉄道（JR九州）肥薩線の駅である。

## 歴史
- 1908年（明治41年）6月1日：帝国鉄道庁が開設。
- 1909年（明治42年）
  - 10月12日：国有鉄道線路名称制定、人吉本線の駅となる[2]。
  - 11月21日：線名改称・鹿児島本線の駅となる[2]。
- 1927年（昭和2年）10月17日：線名改称・肥薩線の駅となる[3]。
- 1973年（昭和48年）10月1日：貨物取扱廃止[4]。
- 1984年（昭和59年）2月1日：貨物取り扱い廃止[4]。
- 1986年（昭和61年）11月1日：電子閉塞装置導入[5]により無人化[6]。
- 1987年（昭和62年）4月1日：国鉄分割民営化により九州旅客鉄道が継承[5]。
- 2004年（平成16年）3月13日：特急「九州横断特急」運転開始。それに伴い、急行「くまがわ」が特急に格上げされた[5]。
- 2016年（平成28年）3月26日：特急「九州横断特急」の人吉発着便及び特急「くまがわ」が廃止され、優等列車の乗り入れがなくなり、普通・快速列車のみとなる[7]。
- 2017年（平成29年）3月4日：特急（D&S列車）「かわせみ やませみ」が運転開始[8]。
- 2018年（平成30年）3月17日：鹿児島本線直通の快速列車が廃止[9]。
- 2020年（令和2年）7月4日：令和2年7月豪雨の影響で駅構内の路盤が流出する被害を受ける[10]。
- 2021年（令和3年）：駅舎の解体工事が始まる。[11]

## 駅構造

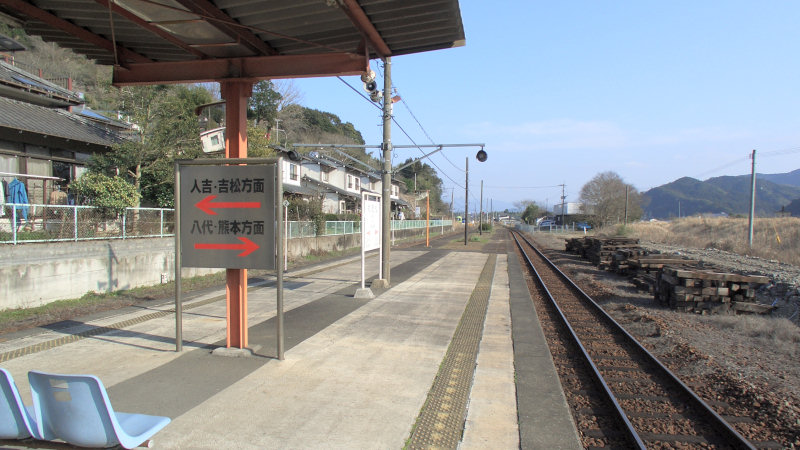
構内（2007年2月）

島式ホーム1面2線を有する地上駅。駅舎とホームは構内踏切で連絡している。木造駅舎が残っている。駅舎には商工会が入っているが、完全な無人駅であり、乗車券の販売はない。かつては木材の積み出し駅としてにぎわっていた。
構内に男女別の水洗トイレが新設された。

### のりば
| のりば | 路線    | 方向 | 行先           |
| ------ | ------- | ---- | -------------- |
| 1      | ■肥薩線 | 下り | 人吉・吉松方面 |
| 2      | ■肥薩線 | 上り | 八代・熊本方面 |

## 駅周辺
周辺には民家が広がり人吉市内へと続いている。駅前には産交バスの渡駅前バス停がある。
- 球磨村立渡小学校
- 渡郵便局
- 球磨川下り急流コース発船場および清流コース到着場
- 国道219号 - 駅前を通る。

## 隣の駅
※特急「いさぶろう・しんぺい」「かわせみ やませみ」・臨時快速「SL人吉」の隣の停車駅は各列車記事を参照のこと。
九州旅客鉄道（JR九州）
■肥薩線
那良口駅 - 渡駅 - 西人吉駅